# Elmelunde Sogn
Elmelunde Sogn (früher auch Hjertebjerg Sogn genannt)
ist eine Kirchspielsgemeinde (dän.: Sogn) auf der Insel Møn im südlichen Dänemark.
Bis 1970 gehörte sie zur Harde Mønbo Herred im damaligen Præstø Amt, danach zur Møn Kommune im Storstrøms Amt, die im Zuge der  Kommunalreform zum 1. Januar 2007 in der Vordingborg Kommune in der Region Sjælland aufgegangen ist.
Im Kirchspiel leben 422 Einwohner (Stand: 1. Januar 2023).

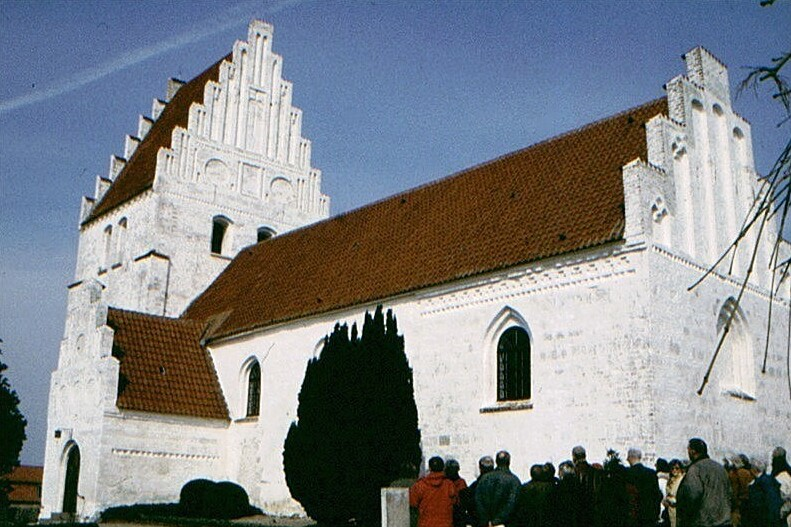
Elmelunde Kirke

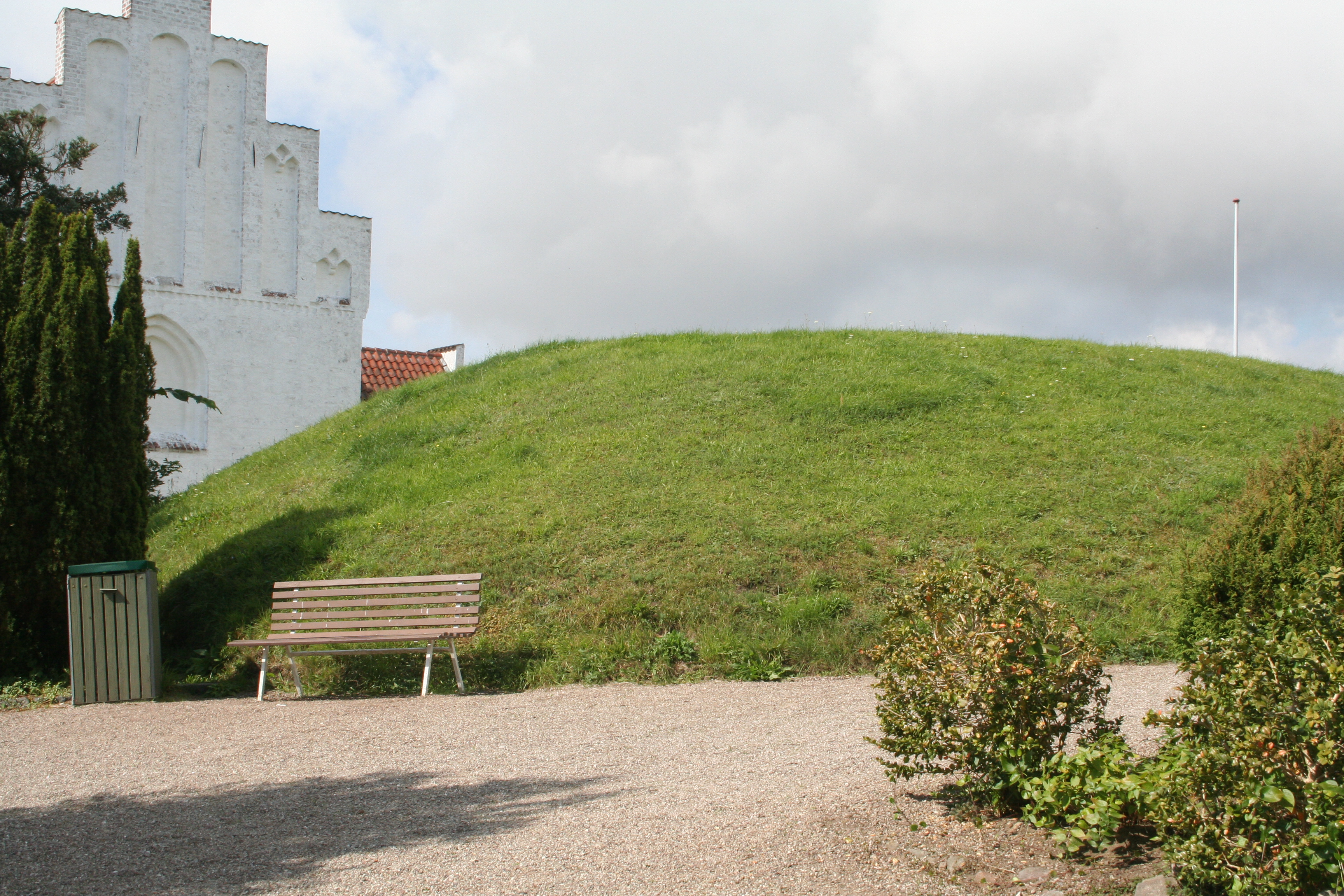
Der Grabhügel an der Elmelunde Kirke

Im Kirchspiel liegt die Kirche „Elmelunde Kirke“ mit dem großen Grabhügel auf dem Friedhof.
Nachbargemeinden sind im Westen Keldby Sogn und im Osten Borre Sogn.